# Internet v Severní Koreji

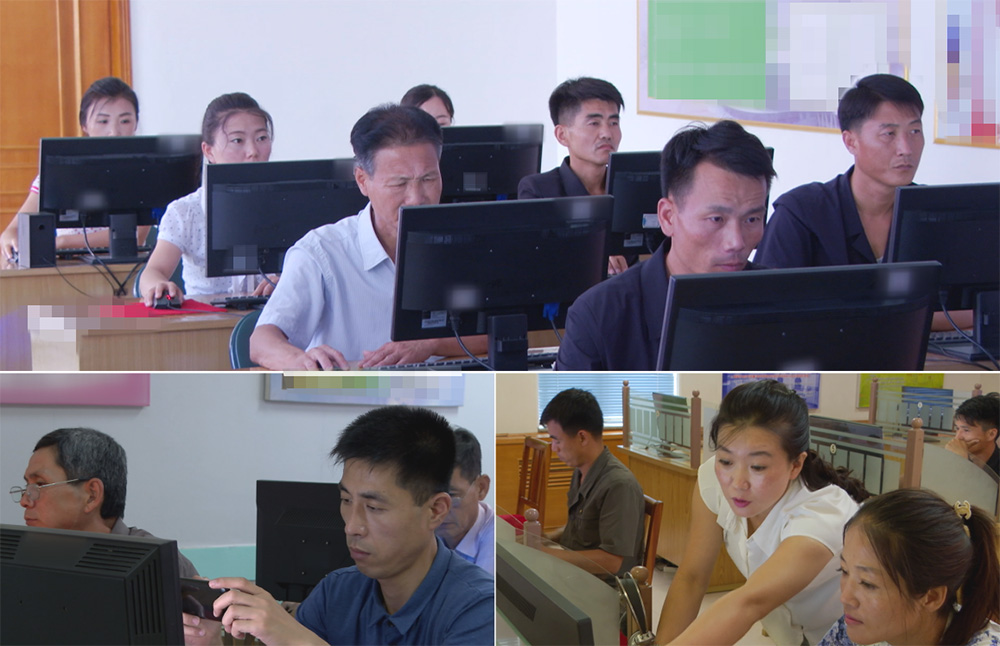
Severokorejci využívající počítače ve státem povolené počítačové laboratoři

Internet v Severní Koreji je dostupný, ale přístup je povolen pouze se zvláštním povolením. Je využíván především pro vládní účely a pro cizince. Země má určitou širokopásmovou infrastrukturu, včetně optických spojů mezi významnými institucemi. Online služby pro většinu jednotlivců a institucí jsou poskytovány prostřednictvím bezplatné sítě zvané Kwangmjong, která je určena pouze pro domácí uživatele. Přístup ke globálnímu internetu je omezen na mnohem menší skupinu uživatelů.

## Poskytovatelé služeb a přístup
Přístup k internetu v Severní Koreji nabízí poskytovatel internetového připojení Star Joint Venture Co., společný podnik severokorejského ministerstva pošt a telekomunikací a thajské společnosti Loxley Pacific. Společnost Star JV převzala kontrolu nad přidělováním internetových adres v Severní Koreji 21. prosince 2009. Před nástupem společnosti Star JV byl přístup k internetu dostupný pouze prostřednictvím satelitního spojení do Německa nebo pro některé vládní účely prostřednictvím přímého spojení s China Unicom. Téměř veškerý severokorejský internetový provoz je směrován přes Čínu.
Od února 2013 mohou cizinci přistupovat k internetu prostřednictvím telekomunikační sítě 3G, kterou poskytuje společnost Koryolink.
Povolení k přístupu na internet je stále přísně omezeno, nicméně IT průmysl se rozvíjí a přístup k internetu se v Severní Koreji postupně rozšiřuje. V říjnu 2010 byly spuštěny webové stránky Korejské centrální tiskové agentury z webového serveru umístěného v Severní Koreji. Je celosvětově přístupný na severokorejské IP adrese, což představuje první známé přímé připojení země k internetu. 9. října byl novinářům, kteří navštívili Pchjongjang na oslavy 65. výročí založení Korejské strany práce, umožněn přístup do tiskové místnosti s připojením k internetu.
V prosinci 2014 bylo známo, že v Severní Koreji existuje 1 024 IP adres, ačkoli novináři The New York Times David E. Sanger a Nicole Perlrothová se domnívají, že skutečný počet může být vyšší. Celkový počet uživatelů internetu se odhaduje na maximálně několik tisíc. Lidé, kteří mají neomezený přístup ke globálnímu internetu, jsou vysoce postavení úředníci, členové nevládních organizací a vládní velvyslanci.
Severokorejským akademickým institucím je povolen určitý přístup k internetu. Například profesoři a postgraduální studenti mají přístup k internetu na Pchjongjangské univerzitě vědy a technologie prostřednictvím počítačové učebny, přístup je monitorován. Ve skutečnosti mělo od roku 2007 mnoho Severokorejců s přístupem ke globálnímu internetu za úkol získávat vědecké a technické informace, které by pak mohly být zveřejněny na národním intranetu.
Kim Čong-il v roce 2002 řekl jednomu severokorejskému hodnostáři, že trávil mnoho času na jihokorejských webových stránkách. Podle bezpečnostního výzkumníka společnosti Incapsula Ofera Gayera je celkový internetový provoz v zemi menší než na Falklandských ostrovech. Joo Seong-ha, novinář z listu The Dong-a Ilbo a severokorejský přeběhlík, v roce 2014 uvedl, že vládní intranet Kwangmjong byl používán k omezení používání globálního internetu širokou veřejností, zejména v hotelech. Přestože je dostupný na většině kampusů, vláda přísně monitorovala používání internetu.
Vzhledem k tomu, že společnosti Apple, Sony a Microsoft nesmějí distribuovat své produkty do Severní Koreje, jejich produkty jsou nakupovány jinými společnostmi a následně přeprodávány. O elektronickém průmyslu v Severní Koreji je toho kvůli vládní politice izolace známo jen velmi málo.
V dubnu 2016 začala Severní Korea blokovat Facebook, YouTube, Twitter a jihokorejské webové stránky kvůli „obavám z šíření informací online“.
19. září 2016 byl severokorejský server, který obsahuje informace o všech webových stránkách s koncovkou .kp, chybně nakonfigurován, což umožnilo výzkumníkům získat přístup a zveřejnit názvy domén a některé údaje o souborech stránek, včetně informací o zónách .kp, co.kp, com.kp, edu. kp, gov.kp, net.kp, org.kp a rep.kp, což odhalilo, že Severní Korea má pouze 28 webových stránek směřujících na internet. Odhaduje se však, že na intranetu Kwangmjong, který je dostupný pouze Severní Koreji, bylo v roce 2014 umístěno 1 000 až 5 500 webových stránek směřujících dovnitř země.
V září 2017 ruská telekomunikační společnost TransTeleCom zřídila přímé internetové připojení do Severní Koreje, čímž společnost China Unicom přestala být jediným poskytovatelem internetového připojení pro Severní Koreu.
V lednu 2021 bylo oznámeno, že Severní Korea připravuje modernizaci své sítě ze současného 3G na síť 4G. V prosinci 2023 začala Severní Korea zavádět svou síť 4G.

## Vládní využití internetu
V roce 2018 probíhala v Pchjongjangu výstavba sídla Úřadu pro internetovou komunikaci.

### Severokorejské webové stránky
Existuje asi 30 webových stránek, jako například Uriminzokkiri, které provozuje vláda KLDR. Jihokorejská policie identifikovala 43 proseverokorejských webových stránek, které mají servery v zahraničí. Tyto webové stránky podle policie podporují nepřátelský postoj vůči Jižní Koreji a západním zemím a zobrazují KLDR v pozitivním světle. Podle deníku The Dong-a Ilbo jsou mezi těmito webovými stránkami se sídlem v zahraničí např. Joseon Tongsin (Korejský zpravodajský servis), Guk-jeonseon v Japonsku, Unification Arirang v Číně, Minjok Tongsin ve Spojených státech a bylo spuštěno dvanáct nových proseverokorejských webových stránek, včetně „Korea Network“. V srpnu 2010 BBC News informovaly, že agentura najatá severokorejskou vládou zprovoznila oficiální kanál KLDR na YouTube, Facebooku a Twitteru pro účet Uriminzokkiri. Účty na Twitteru i YouTube jsou výhradně v korejštině. BBC uvedla: „V nedávném příspěvku na Twitteru Severokorejci uvedli, že současná administrativa v Jižní Koreji je prostitutkou USA“, ačkoli tato formulace může být špatným překladem. Mezi některým obsahem oficiálních webových stránek je obrázek amerického vojáka, za kterým letí dvě rakety, spolu s různými dalšími karikaturami, obrázky a texty s převážně protiamerickými a protijihokorejskými náladami. V září 2007 byla vytvořena doména nejvyššího řádu .kp, která obsahuje webové stránky spojené se severokorejskou vládou.
Kromě propagandistických stránek existuje řada webových stránek spojených s komerční činností. V roce 2002 Severokorejci ve spolupráci s jihokorejskou společností spustili stránku s hazardními hrami zaměřenou na jihokorejské zákazníky (online hazardní hry jsou v Jižní Koreji nelegální), stránka však byla mezitím uzavřena. Koncem roku 2007 Severní Korea spustila svůj první internetový obchod Chollima, který vznikl ve společném podniku s nejmenovanou čínskou společností. V roce 2013 The Pirate Bay prohlásila, že provozuje svou činnost ze Severní Koreje poté, co ji právní problémy donutily opustit Švédsko. Tato informace se později ukázala jako nepravdivá.

### Hackeři
Jihokorejské No Cut News informovaly, že severokorejská vláda školí hackery na Kim Chaek University of Technology a Kim Ir-senově univerzitě, aby si vydělávali peníze v zahraničí. Skupina severokorejských hackerů se sídlem v čínském Šen-jangu vyvinula a prodávala automatické programy (programy, které umožňují hráčským postavám získávat zkušenosti a herní měnu, zatímco hráč nedělá žádnou práci) pro online hru Lineage a v květnu 2011 byl za jejich nákup zatčen jihokorejský občan.
V prosinci 2014 byla Severní Korea obviněna z hackerského útoku na společnost Sony Pictures Entertainment. 19.-21. prosince měla Severní Korea technické potíže s přístupem k internetu. Dne 22. prosince došlo v Severní Koreji k úplnému výpadku internetového spojení, což mělo za následek ztrátu přístupu k internetu z vnějšku země, z čehož jsou podezírány Spojené státy. 23. prosince, devět hodin po výpadku, země přístup k internetu obnovila, i když „částečný a potenciálně nestabilní, přičemž další webové stránky byly stále nedostupné. „Ve dnech 22.-24. prosince zaznamenala Severní Korea dalších sedm výpadků internetu, z toho dva 23. prosince. 27. prosince došlo v zemi k výpadku internetu (potřetí v tomto roce) a mobilní sítě. Podobný výpadek, trvající jeden a půl dne, nastal v březnu 2013.

### Cloudový hosting
V prosinci 2023 bylo zjištěno, že na doméně cloud.star.net.kp je vystavena instance služby Nextcloud, která je hostována v Severní Koreji. Tato instance byla od té doby vyřazena z provozu.
V srpnu 2024 uniklo na internet více než 30 GB dat získaných z této instance anonymními uživateli (kvůli tomu, že měla problémy s autentizací). V tomto úniku dat bylo objeveno mnoho animačních dat (pravděpodobně ze studia SEK) pro pořady pro Prime Video a HBO Max, které byly dříve zveřejněny novinářům.

## Regulace internetu Jižní Koreou
Jihokorejští uživatelé internetu musí dodržovat zákony o obchodu se Severní Koreou (článek 9, oddíl 2), podle nichž je ke kontaktu se Severokorejci prostřednictvím jejich webových stránek zapotřebí souhlasu ministerstva pro sjednocení.

## Rozsahy IP adres
Od února 2023 má Severní Korea čtyři podsítě IPv4, všechny oznámené AS131279 s názvem „Ryugyong-dong“. Podsítě jsou:
175.45.176.0/24 (175.45.176.0–255)
175.45.177.0/24 (175.45.177.0-255)
175.45.178.0/24 (175.45.178.0–255)
175.45.179.0/24 (175.45.179.0–255)
Navzdory omezenému přístupu Severní Koreje k internetu vedl malý počet IP adres k velmi konzervativnímu přidělování. Například Pchjongjangská univerzita vědy a technologie měla v roce 2012 na celosvětovém internetu pouze jednu IP adresu.
Severokorejské ministerstvo telekomunikací bylo dříve také registrovaným uživatelem 256 adres společnosti China Unicom (210.52.109.0 - 210.52.109.255), což předcházelo aktivaci vlastního severokorejského bloku.
V říjnu 2017 bylo oznámeno, že ruský poskytovatel internetového připojení TransTelekom směroval provoz ze Severní Koreje jako druhé internetové připojení spolu s China Unicom.
V prosinci 2020 měla Severní Korea propojení s 1 ruským ISP a 2 čínskými ISP (TransTelecom a Cenbong, kteří automaticky přesměrovávají provoz, s využitím kanálů China Unicom).
V červenci 2024 se společnost AS9341 začala hlásit jako severokorejská vláda. Ačkoli všechny IP adresy přidělené tomuto AS se nacházejí v Indonésii, zdá se, že jde o AS přidělený pro PLN Icon Plus, poskytovatele datových center pro indonéské telekomunikační poskytovatele.